# Thranius angustipennis
Thranius angustipennis är en skalbaggsart som beskrevs av Francis Polkinghorne Pascoe 1869. Thranius angustipennis ingår i släktet Thranius och familjen långhorningar. Inga underarter finns listade i Catalogue of Life.